# وضيمة
الوضيمة هي الطعام الذي يُقدَّم لأهل المُتوفى، لأن حالهم لا يسمح بتجهيز الطعام والوقوف عليه، فيقوم الأقارب أو الجيران بتجهيز الطعام لأهل المتوفى.

## في التراث الإسلامي
ورد في الأحاديث النبوية قول النبي محمد لأصحابه لما بلغه موت ابن عمه جعفر بن أبي طالب في غزوة مؤتة: «اصْنَعُوا لِآلِ جَعْفَرٍ طَعَامًا، فَقَدْ أَتَاهُمْ مَا يَشْغَلُهُمْ»، رواه الترمذي. وذكر الإمام الشافعي في كتابه الأم قوله: «وَأُحِبُّ لِجِيرَانِ الْمَيِّتِ أَوْ ذِي قَرَابَتِهِ أَنْ يَعْمَلُوا لِأَهْلِ الْمَيِّتِ فِي يَوْمِ يَمُوتُ وَلَيْلَتِهِ طَعَامًا يُشْبِعُهُمْ فَإِنَّ ذَلِكَ سُنَّةٌ ، وَذِكْرٌ كَرِيمٌ ، وَهُوَ مِنْ فِعْلِ أَهْلِ الْخَيْرِ قَبْلَنَا وَبَعْدَنَا».